# Mario García Menocal

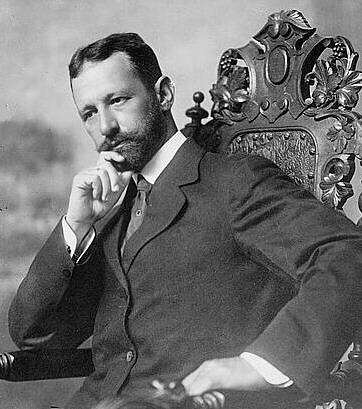

Aurelio Mario Gabriel Francisco García Menocal y Deop (Jagüey Grande, 17 de dezembro de 1866 - Santiago de Cuba, 7 de setembro de 1941) foi um político cubano, sendo eleito presidente de Cuba em dois mandatos consecutivos: de 1913 a 1917 e de 1917 a 1921.
Foi um dos generais da Guerra de Independência de Cuba contra o domínio colonial espanhol em 1895-1898. Como candidato do Partido Conservador, foi vice-presidente em 1912 e depois em 1913, presidente de Cuba. Durante o seu governo, Cuba estreitou laços com os Estados Unidos, participando da Primeira Guerra Mundial. Sob seu sucessor, Gerardo Machado, fugiria para o exílio nos Estados Unidos e retornaria a Cuba somente após a revolta popular que derrubou Machado.